# Liste des meilleurs marqueurs à trois points en NBA en carrière
Cette page présente la liste des meilleurs marqueurs à trois points en NBA en carrière en saison régulière.

## Explications
20 joueurs de cette liste sont encore en activité. Les paniers à trois points sont comptabilisés depuis la saison 1979-1980. Certaines statistiques de joueurs se trouvent être sous-évaluées, soit du fait de la non-prise en compte des paniers à trois points durant une grande partie de leur carrière en NBA antérieure à 1979, soit du fait d'avoir évolué dans la ligue concurrente de l'époque, l'ABA.

## Classement

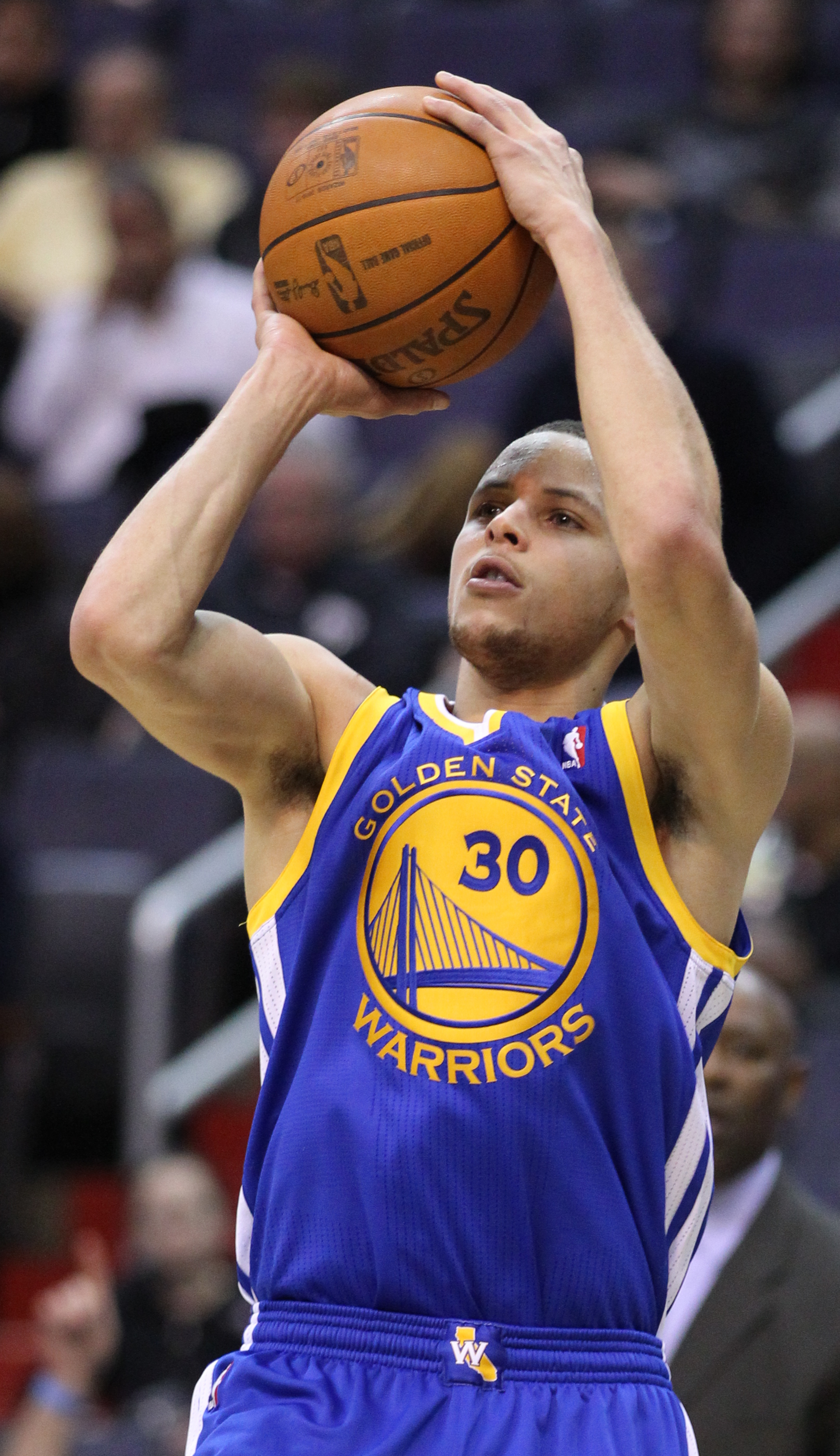
Stephen Curry (1er)

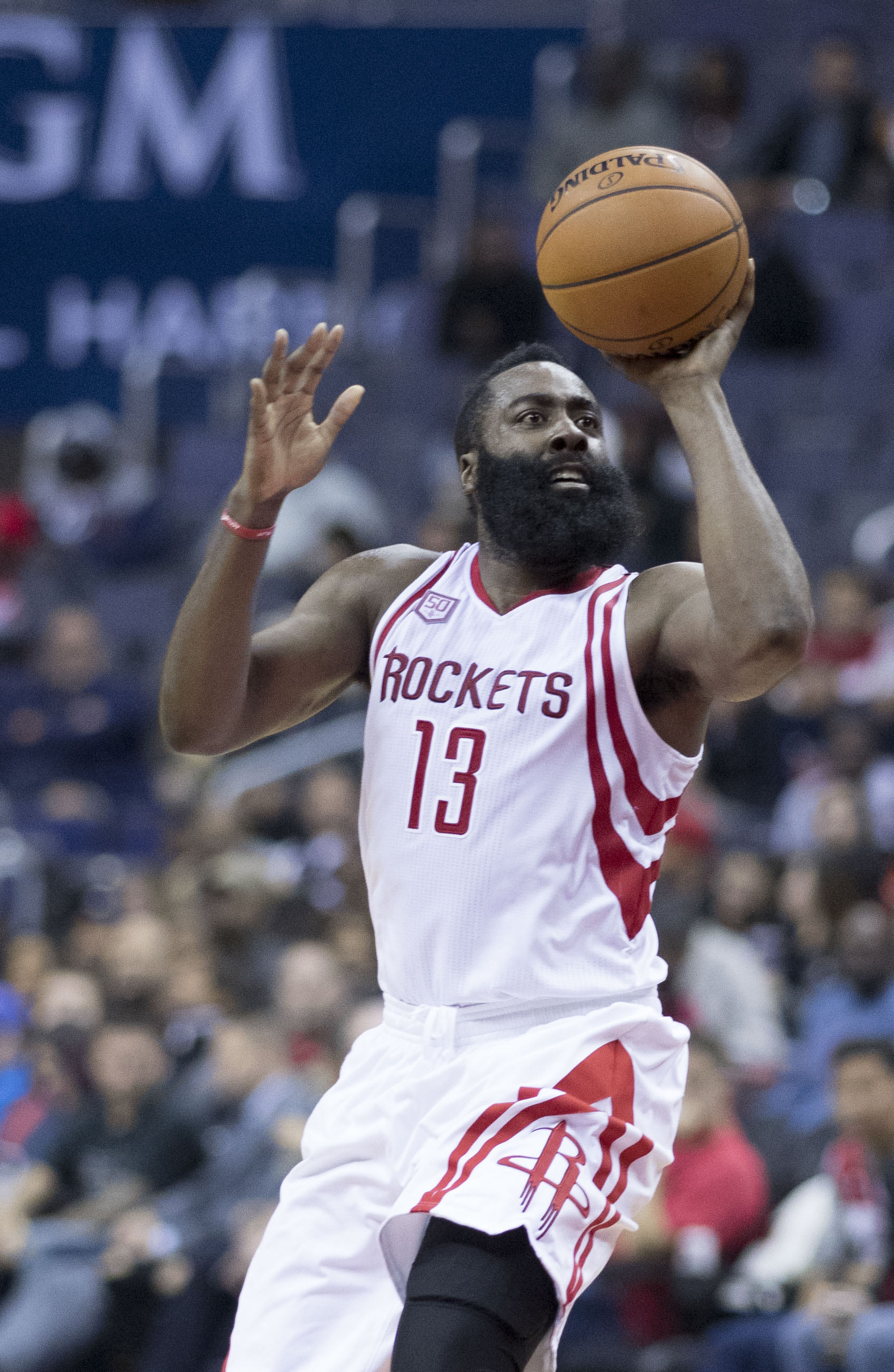
James Harden (2e)

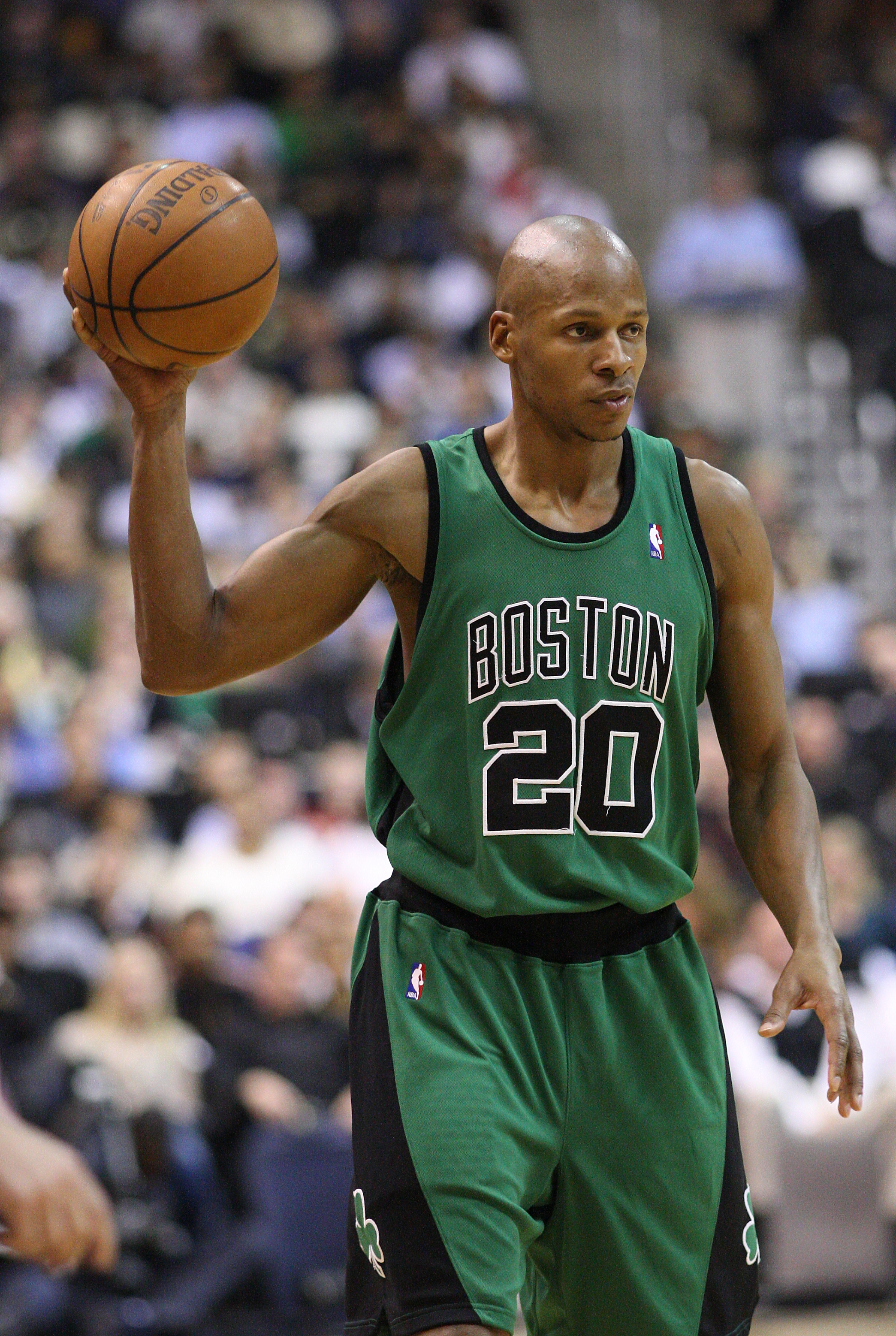
Ray Allen (3e)

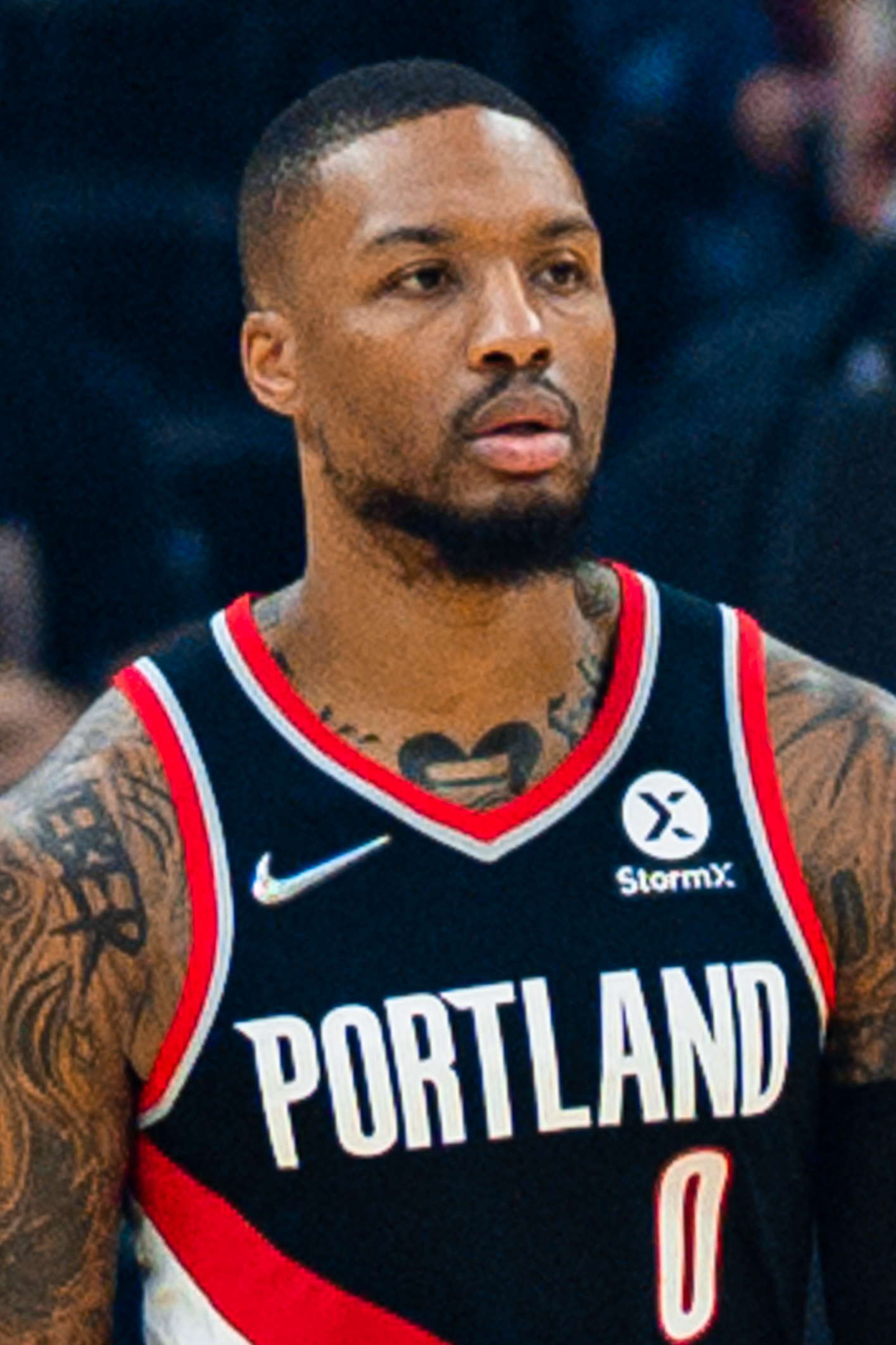
Damian Lillard (4e)

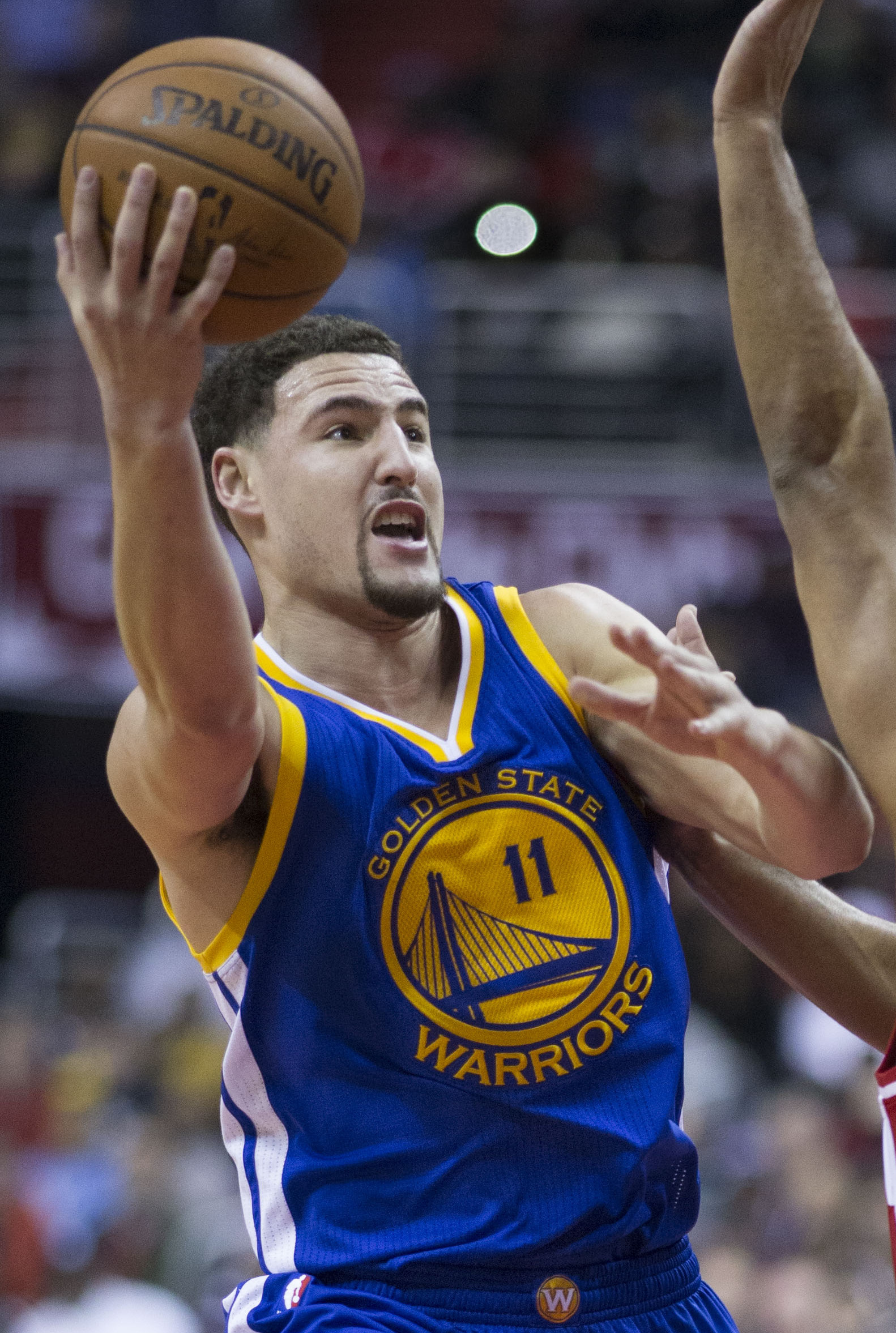
Klay Thompson (5e)

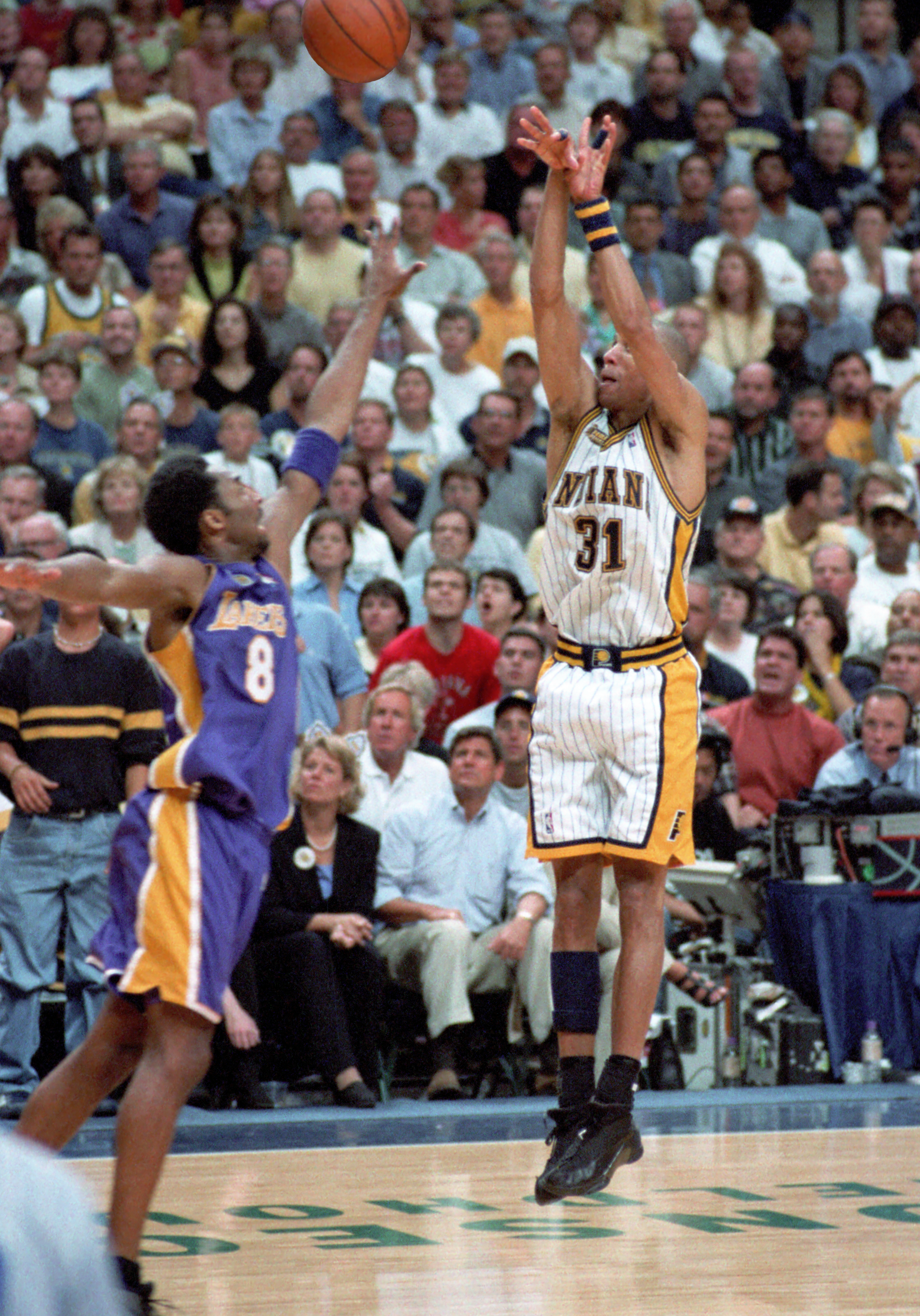
Reggie Miller (6e)

### Joueurs les plus prolifiques
| ^ | Joueur en activité en NBA                                       |
| * | Joueur intronisé au Basketball Hall of Fame                     |
| ° | Joueur ne répondant pas aux critères du Basketball Hall of Fame |

- Mise à l'issue de la fin de la saison 2024-2025.

| Rang | Nom              | Poste          | Réussis | Tentés | Taux de réussite | C |
| ---- | ---------------- | -------------- | ------- | ------ | ---------------- | - |
| 1    | Stephen Curry    | Meneur         | 4 058   | 9 589  | 42,3%            | ^ |
| 2    | James Harden     | Meneur/Arrière | 3 175   | 8 750  | 36,3%            | ^ |
| 3    | Ray Allen        | Arrière        | 2 973   | 7 429  | 40,0%            | * |
| 4    | Damian Lillard   | Meneur         | 2 804   | 7 556  | 37,1%            | ^ |
| 5    | Klay Thompson    | Arrière        | 2 697   | 6 56é  | 41,1%            | ^ |
| 6    | Reggie Miller    | Meneur         | 2 560   | 6 486  | 39,5%            | * |
| 7    | LeBron James     | Ailier         | 2 559   | 7 322  | 34,9%            | ^ |
| 8    | Kyle Korver      | Arrière/Ailier | 2 450   | 5 715  | 42,9%            |   |
| 9    | Paul George      | Ailier         | 2 349   | 6 125  | 38,4%            | ^ |
| 10   | Vince Carter     | Arrière/Ailier | 2 290   | 6 168  | 37,1%            | * |
| 11   | Jason Terry      | Arrière        | 2 282   | 6 010  | 38,0%            |   |
| 12   | Jamal Crawford   | Arrière        | 2 221   | 6 379  | 34,8%            |   |
| 13   | Kyle Lowry       | Meneur         | 2 205   | 5 997  | 36,8%            | ^ |
| 14   | Kevin Durant     | Ailier         | 2 191   | 5 619  | 39,0%            | ^ |
| 15   | Paul Pierce      | Ailier         | 2 143   | 5 816  | 36,8%            | * |
| 16   | Buddy Hield      | Arrière        | 2 127   | 5 357  | 39,7%            | ^ |
| 17   | Eric Gordon      | Arrière        | 2 084   | 5 602  | 37,2%            | ^ |
| 18   | C.J. McCollum    | Arrière        | 1 989   | 5 011  | 39.7%            | ^ |
| 19   | Jason Kidd       | Meneur         | 1 988   | 5 701  | 34,9%            | * |
| 20   | Dirk Nowitzki    | Ailier fort    | 1 982   | 5 210  | 38,0%            | * |
| 21   | Joe Johnson      | Ailier         | 1 978   | 5 331  | 37,1%            | ° |
| 22   | J. J. Redick     | Arrière        | 1 950   | 4 704  | 41,5%            | ° |
| 23   | J. R. Smith      | Arrière        | 1 930   | 5 178  | 37,3%            |   |
| 23   | Mike Conley      | Meneur         | 1 930   | 4 965  | 38,9%            | ^ |
| 25   | Kyrie Irving     | Meneur         | 1 876   | 4 762  | 39,4%            | ^ |
| 26   | Chris Paul       | Meneur         | 1 860   | 5 029  | 37,0%            | ^ |
| 27   | Wesley Matthews  | Arrière        | 1 845   | 4 914  | 37,5%            | ° |
| 28   | Tim Hardaway Jr. | Arrière        | 1 844   | 5 108  | 36,1%            | ^ |
| 29   | Chauncey Billups | Meneur         | 1 830   | 4 725  | 38,7%            | * |
| 30   | Kobe Bryant      | Arrière        | 1 827   | 5 546  | 32,9%            | * |
| 31   | Rashard Lewis    | Ailier         | 1 787   | 4 625  | 38,6%            |   |
| 32   | Peja Stojaković  | Ailier         | 1 760   | 4 392  | 40,1%            |   |
| 33   | Nicolas Batum    | Ailier         | 1 750   | 4 743  | 36,9%            | ^ |
| 34   | Carmelo Anthony  | Ailier         | 1 731   | 4 873  | 35,5%            | ° |
| 35   | Dale Ellis       | Arrière/Ailier | 1 719   | 4 266  | 40,3%            |   |
| 36   | Bradley Beal     | Arrière        | 1 717   | 4 569  | 37,6%            | ^ |
| 37   | Steve Nash       | Meneur         | 1 685   | 3 939  | 42,8%            | * |
| 38   | Kevin Love       | Ailier fort    | 1 674   | 4 542  | 36,9%            | ^ |
| 39   | Kemba Walker     | Meneur         | 1 670   | 4 642  | 36,0%            | ° |
| 40   | Donovan Mitchell | Arrière        | 1 623   | 4 427  | 36,7%            | ^ |
| 41   | Jason Richardson | Arrière        | 1 608   | 4 344  | 37,0%            |   |
| 42   | Trevor Ariza     | Ailier         | 1 605   | 4 579  | 35,1%            | ° |
| 43   | Mike Miller      | Arrière/Ailier | 1 590   | 3 910  | 40,7%            |   |
| 44   | Danny Green      | Arrière/Ailier | 1 577   | 3 946  | 40,0%            | ° |
| 45   | D'Angelo Russell | Meneur         | 1 576   | 4 321  | 36,5%            | ^ |
| 46   | Jrue Holiday     | Meneur         | 1 574   | 4 259  | 37,0%            | ^ |
| 47   | Glen Rice        | Ailier/Arrière | 1 559   | 3 896  | 40,0%            |   |
| 48   | Eddie Jones      | Arrière/Ailier | 1 546   | 4 147  | 37,3%            |   |
| 48   | Patty Mills      | Meneur         | 1 546   | 4 012  | 38,5%            | ^ |
| 48   | Jayson Tatum     | Ailier         | 1 546   | 4 181  | 37,0%            | ^ |

### Record de paniers à 3 points inscrits sur un match de saison régulière
Voici les joueurs ayant inscrits le plus grand nombre de tirs à 3 points, dans un match de saison régulière en NBA. Le record est détenu par Klay Thompson, avec 14 paniers inscrits à 3 points, le 29 octobre 2018, contre les Bulls de Chicago ; il détient en même temps le record de paniers à 3 points tentés dans le même match.
| Nombre | Tentés | Joueur            | Points | Équipe                    | Date             | Adversaire                      | Résultat | Réf.   |
| ------ | ------ | ----------------- | ------ | ------------------------- | ---------------- | ------------------------------- | -------- | ------ |
| 14     | 24     | Klay Thompson     | 52     | Warriors de Golden State  | 29 octobre 2018  | Bulls de Chicago                | 149-124  | [ 3 ]  |
| 13     | 17     | Stephen Curry     | 46     | Warriors de Golden State  | 7 novembre 2016  | Pelicans de La Nouvelle-Orléans | 116-106  | [ 4 ]  |
| 13     | 17     | Zach LaVine       | 49     | Bulls de Chicago          | 23 novembre 2019 | Hornets de Charlotte            | 116-115  | [ 5 ]  |
| 13     | 22     | Damian Lillard    | 71     | Trail Blazers de Portland | 27 février 2023  | Rockets de Houston              | 131-114  | [ 6 ]  |
| 12     | 18     | Kobe Bryant       | 45     | Lakers de Los Angeles     | 7 janvier 2003   | SuperSonics de Seattle          | 119-98   | [ 7 ]  |
| 12     | 19     | Donyell Marshall  | 38     | Raptors de Toronto        | 13 mars 2005     | 76ers de Philadelphie           | 128-110  | [ 8 ]  |
| 12     | 16     | Stephen Curry (2) | 46     | Warriors de Golden State  | 27 février 2016  | Thunder d'Oklahoma City         | 121-118  | [ 9 ]  |
| 12     | 16     | Klay Thompson (2) | 42     | Warriors de Golden State  | 6 février 2023   | Thunder d'Oklahoma City         | 141-114  | [ 10 ] |
| 12     | 17     | Klay Thompson (3) | 42     | Warriors de Golden State  | 24 février 2023  | Rockets de Houston              | 116-101  | [ 11 ] |
| 12     | 15     | Keegan Murray     | 47     | Kings de Sacramento       | 16 décembre 2023 | Jazz de l'Utah                  | 125-104  | [ 12 ] |
| 12     | 19     | Stephen Curry (3) | 56     | Warriors de Golden State  | 27 février 2025  | Magic d'Orlando                 | 121-115  | [ 13 ] |
| 12     | 20     | Stephen Curry (5) | 52     | Warriors de Golden State  | 1 avril 2025     | Grizzlies de Memphis            | 134-125  |        |
| 11     | -      | 28 joueurs        | -      | -                         | -                | -                               | -        | [ 2 ]  |
| 10     | -      | 61 joueurs        | -      | -                         | -                | -                               | -        | [ 2 ]  |